# Tiercent
Tiercent é uma comuna francesa na região administrativa da Bretanha, no departamento Ille-et-Vilaine. Estende-se por uma área de 3,68 km². Em 2010 a comuna tinha 182 habitantes (densidade: 49,5 hab./km²).